# The Juliet Letters
The Juliet Letters är ett musikalbum av Elvis Costello och The Brodsky Quartet, som släpptes 1993.

## Låtlista
| Nr | Titel                             | Textförfattare                          | Kompositör(er)            | Spelningstid |
| -- | --------------------------------- | --------------------------------------- | ------------------------- | ------------ |
| 1  | "Deliver Us"                      |                                         | MacManus                  | 0:49         |
| 2  | "For Other Eyes"                  | MacManus, Cassidy, M. Thomas            | MacManus                  | 2:55         |
| 3  | "Swine"                           | MacManus, Cassidy                       | MacManus                  | 2:09         |
| 4  | "Expert Rites"                    | MacManus                                | MacManus                  | 2:23         |
| 5  | "Dead Letter"                     |                                         | Cassidy                   | 2:19         |
| 6  | "I Almost Had a Weakness"         | MacManus                                | M. Thomas, MacManus       | 3:53         |
| 7  | "Why?"                            | Belton, MacManus                        | MacManus                  | 1:26         |
| 8  | "Who Do You Think You Are?        | MacManus, M. Thomas                     | M. Thomas                 | 3:29         |
| 9  | "Taking My Life In Your Hands"    | MacManus, J. Thomas, M. Thomas, Cassidy | J. Thomas, MacManus       | 3:20         |
| 10 | "This Offer Is Unrepeatable"      | MacManus, Cassidy                       | Brodsky Quartet, MacManus | 3:13         |
| 11 | "Dear Sweet Filthy World"         | MacManus, Belton, M. Thomas             | MacManus                  | 4:18         |
| 12 | "The Letter Home"                 | MacManus, Cassidy                       | Belton, MacManus          | 3:11         |
| 13 | "Jacksons, Monk and Rowe"         | M. Thomas, J. Thomas, MacManus          | M. Thomas                 | 3:44         |
| 14 | "This Sad Burlesque"              | MacManus                                | Cassidy                   | 2:47         |
| 15 | "Romeo's Seance"                  | M. Thomas, MacManus                     | M. Thomas, MacManus       | 3:33         |
| 16 | "I Thought I'd Write to Juliet"   | MacManus                                | MacManus                  | 4:08         |
| 17 | "Last Post"                       |                                         | M. Thomas                 | 2:25         |
| 18 | "The First to Leave"              | MacManus                                | MacManus                  | 5:00         |
| 19 | "Damnation's Cellar"              | MacManus                                | MacManus                  | 3:26         |
| 20 | "The Birds Will Still Be Singing" | MacManus                                | MacManus                  | 4:27         |

## Medverkande
- Elvis Costello — sång
- The Brodsky Quartet:
  - Michael Thomas — violin
  - Ian Belton — violin
  - Paul Cassidy — viola
  - Jacqueline Thomas — cello